# 土橋友直
土橋 友直（つちはし ともなお/ゆうちょく、1685年（貞享2年）- 1730年11月11日（享保15年10月2日））は、江戸時代中期の儒学者、国学者である。本姓は三宅。通称は七郎兵衛。号は誠斎、好古堂。

## 経歴・人物
三宅友政の子として和泉の貝塚に生まれる。三宅如幽の養子となった後に、摂津の平野の土橋家の家系となり土橋姓を名乗った。その後河瀬菅雄及び伊藤仁斎、三輪執斎の門下となり、和歌や陽明学、古学、医学等様々な学問を学んだ。
1717年（享保2年）には郷学施設である「含翠堂」を地元の有志らと共に創設し、講師には初代学主となる三宅石庵や伊藤東涯、五井蘭洲の実父である五井持軒等多くの学者を雇った。後にこの施設は1724年（享保9年）の「懐徳堂」の創設に影響を与え、多くの学者が講師に参加した。